# 姜永勳
姜永勳（： Kang Young-hoon、1961年4月2日—），韓國外交官，2019年起成為第11任駐台北韓國代表部代表，先前歷任駐檀香山總領事、外交部南亞太平洋局局長、駐澳洲公使銜參事及日本、俄羅斯、加拿大等地駐外使領館的勤務，亦曾於總統秘書室及外交部前身機構——外務部與外交通商部內擔當官職。其於駐檀香山總領事任內，曾從事韓國與夏威夷美軍印太司令部間的軍事外交，並獲得「強化韓美同盟」以及「致力拓展夏威夷韓僑政治力量」等評價。

## 簡歷
- 1989年4月：通過第23屆外務考試，同年5月入職外務部[2]
- 1995年12月：駐日本大使館二等秘書[2]
- 1998年12月：駐海參崴總領事館領事[2]
- 2003年12月：駐蒙特婁領事兼駐國際民航組織代表部（德语：Ständige Vertretung）一等秘書[2]
- 2006年6月：駐日本大使館參事[2]
- 2009年2月：總統室外交秘書官室行政官[2]
- 2010年2月：外交通商部東北亞局（동북아시아국）日本課課長[2]
- 2011年1月：駐澳洲大使館（朝鲜语：주오스트레일리아 대한민국 대사관）公使銜參事[2]
- 2013年4月：總統秘書室禮賓秘書官室（의전비서관실）資深行政官[2]
- 2014年2月：派赴韓國國防大學（朝鲜语：국방대학교）高階安保課程[2]
- 2015年3月：外交部南亞太平洋局（남아시아태평양국）局長[2]
- 2016年10月：駐檀香山總領事[2]
- 2019年5月：駐台北代表部代表[2]，5月16日到任[1]

## 個人生活
姜永勳於1988年8月畢業自漢城國立大學（現首爾大學）德語系，獲學士學位。其已婚，妻子為金侖鮮（김윤선），夫妻倆育有2個兒子。